# Maria Teresa a celor Două Sicilii
Maria Theresa de Neapole și Sicilia (n. 6 iunie 1772, Napoli, Regatul Neapolelui – d. 13 aprilie 1807, Viena, Imperiul Austriac) a fost fiica cea mare a regelui Ferdinand I al celor Două Sicilii și a soției lui Maria Carolina a Austriei. A fost prima împărăteasă a Austriei.

## Biografie
Născută Maria Teresa și numită după bunica maternă Maria Tereza a Austriei, a fost cel mai mare copil din cei 17 ai părinților ei, regele și regina Neapolelui și ai Siciliei. Tatăl ei era fiu al lui Carol al III-lea al Spaniei și a prințesei saxone Maria Amalia de Saxonia. Prin mama sa era nepoată a Maria Antoneta. A fost copil preferat al mamei sale până la căsătorie, când Maria Theresa a părăsit curtea.
Fratele ei era viitorul regele Francisc. Printre surori se numărau Luisa Marea Ducesă de Toscana, Prințesa Maria Cristina soția viitorului Charles Felix de Sardinia, Maria Amalia regina Franței și Maria Antonia Prințesă de Asturias.

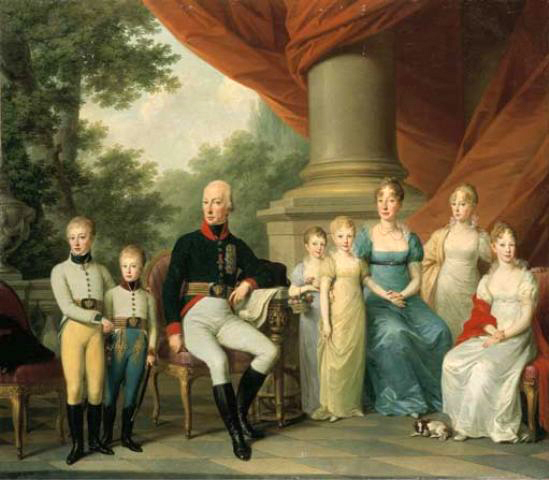
Maria Theresa împreună cu soțul ei și copiii.

La 15 septembrie 1790 s-a căsătorit cu vărul ei primar Arhiducele Francis de Austria, care mai târziu va deveni Împăratul Roman Francisc al II-lea și apoi Împăratul Francisc I al Austriei. Căsătoria a fost descrisă ca fiind una fericită în ciuda personalităților lor diferite. Maria Theresa iubea carnavalurile și a participat la baluri chiar și atunci când era însărcinată.
Ea a avut o oarecare influență politică. Și-a sfătuit soțul și se crede că a fost parțial responsabilă pentru demiterea lui Johann Baptist Freiherr von Schloissnigg și Graf Colloredo Franz; ea a fost, de asemenea, critică la adresa lui Napoleon și și-a încurajat soțul în războaiele împotriva sa.
Patron important al vieții muzicale vieneze, ea a comandat cantități mari de muzică pentru evenimentele oficiale și uz privat. Joseph Haydn a scris Te Deum pentru cor și orchestră, la cererea ei. El a compus, de asemenea, mase numeroase, pentru a sărbători domnia ei.

## Arbore genealogic
1. 1 2  Maria Theresa of Naples and Sicily, SNAC, accesat în 9 octombrie 2017
2. 1 2  Habsburg, Maria Theresia von Neapel (BLKÖ)[*] Verificați valoarea |titlelink= (ajutor)
3. 1 2  Maria Teresa Carolina Josephine di Borbone, Principessa delle Due Sicilie, The Peerage, accesat în 9 octombrie 2017
4. ↑  „Maria Tereza de Neapole-Sicilia”, Gemeinsame Normdatei, accesat în 13 august 2015
5. ↑  „Maria Tereza de Neapole-Sicilia”, Gemeinsame Normdatei
6. 1 2 3 4  The Peerage